# 1997 VQ1
1997 VQ1 är en asteroid i huvudbältet som upptäcktes den 1 november 1997 av de båda japanska astronomerna Seiji Ueda och Hiroshi Kaneda i Kushiro.